# II típusú szupernóva

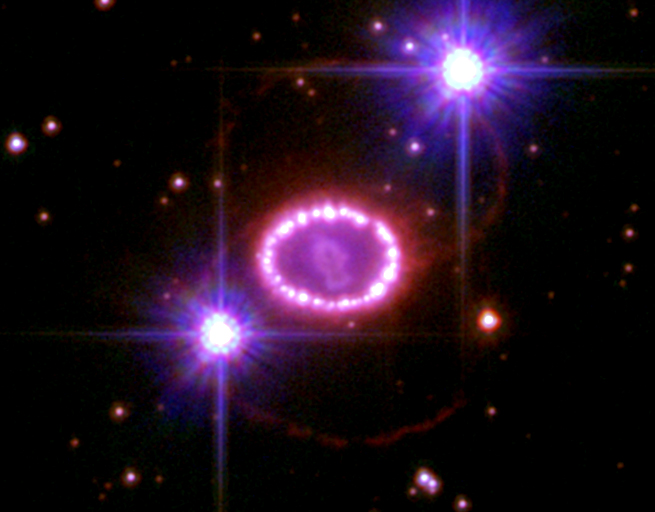
Az SN 1987A II típusú szupernóva maradványa 20 évvel a robbanás után, a Hubble űrtávcső felvétele.

A II típusú szupernóva olyan szupernóva, melynek színképében kimutathatóak a hidrogén színképvonalai. Nagy (a Nap tömegének legalább nyolc-kilencszeresét elérő) tömegű csillagok végső robbanása, miután kifogytak nukleáris tüzelőanyagukból. Abszolút fényességük mintegy tizede az Ia típusú szupernóvákénak. Hasonlóan az Ib és Ic típusú szupernóvákhoz, a II típusú szupernóvák is nagyméretű csillagok, melyek kezdeti tömege meghaladja a 8 naptömeget, magjának összeroppanását kísérik. A folyamat eredményeképpen egy kompakt objektum, neutroncsillag, pulzár (~8-20 naptömegű csillag robbanása esetén), fekete lyuk (~20 naptömegnél nehezebb csillag robbanása esetén) vagy magnetár (igen gyorsan forgó csillag robbanása esetén) keletkezhet.
Ellentétben az Ib és Ic típusú szupernóvákkal, a II típus esetén több esetben sikerült (utólag, a szupernóva környékéről korábban készült felvételek átvizsgálásával) azonosítani a progenitort, azaz a robbanást kiváltó csillagot. Ilyen szupernóvákat utólag, igen nagy távolságban (akár 9 milliárd fényévre) is sikerült azonosítani, régebbi felvételek újrafeldolgozásával és összehasonlításával.

## Osztályozásuk

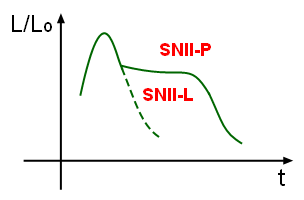
II típusú szupernóvák fénygörbéi.

A II típusú szupernóvákat fénygörbéjük alapján két fő típusra, az SN II-L (linear, azaz lineáris fénygörbe) és SN II-P (plateau, azaz platós fénygörbe) soroljuk. Az előbbi típus fényessége a maximum után egyenletesen csökken (átlagosan napi 0,012 magnitúdóval), utóbbi esetben a csökkenés egy időre megáll, és a szupernóva fényessége egy ideig meglehetősen lassan halványul (átlagosan 0,0075 magnitúdóval naponta). A halványodás lelassulását a csillag közvetlen közelében lévő gázok átlátszóbbá válása okozza: a szupernóva sugárzása ionizálja a környezetében lévő hidrogéngázt, így az jobban átengedi a látható fényt.